# Caris LeVert
Caris Coleman LeVert (Columbus, 25 agosto 1994) è un cestista statunitense, professionista nella NBA con i Detroit Pistons.

## Carriera

### NBA

#### Brooklyn Nets (2016-2021)
Nel marzo 2016 durante sua quarta (e ultima) stagione in NCAA con i Michigan Wolverins LeVert si infortuna e subisce un grave infortunio alla gamba sinistra che lo costringe a stare fuori a lungo (gli infortuni sono stati comunque una costante di LeVert nei suoi anni al college).
Si rende eleggibile per il Draft NBA 2016, che si svolge al Barclays Center di Brooklyn il 23 giugno, durante il quale viene scelto con la ventesima scelta assoluta dagli Indiana Pacers, che la sera stessa lo cedono ai Brooklyn Nets per avere Thaddeus Young. Nonostante molti esperti lo dessero tra la 5ª e la 15ª scelta, venne scelto unicamente alla 20ª a causa dell'ultimo infortunio, per il quale non disputò la Summer League. I Nets decidono di non forzare i tempi di recupero per consentirgli di recuperare la forma nel miglior modo possibile.
LeVert debutta finalmente con i Nets il 7 dicembre 2016 nella vittoria interna per 126-111 contro i Denver Nuggets, durante la quale non mette a referto alcun punto (ebbe lo 0-3 dal campo), terminando la sfida con 4 rimbalzi e 3 palle rubate in 5 minuti (mai nessuno riuscì a totalizzare tali statistiche in così pochi minuti di utilizzo dal 1994). Il 7 gennaio 2017 segna 19 punti nella gara interna persa 116-108 contro i Cleveland Cavaliers. Il 7 aprile 2017 nella sconfitta esterna per 115-107 contro gli Orlando Magic LeVert segna 20 punti in 26 minuti.
Il 27 dicembre 2017 realizza il suo career-high di 22 punti, nella sfida persa in trasferta per 128-113 contro i New Orleans Pelicans. Due giorni dopo, nella partita vinta in trasferta per 111-87 contro i Miami Heat, segna 12 punti e realizza il proprio career-high di assist con 11. Il 13 novembre 2018 è costretto a lasciare la partita contro i Timberwolves nel secondo quarto, a causa di un grave infortunio alla gamba destra.

## Statistiche

### NCAA
| Anno      | Squadra             | PG  | PT | MP   | TC%  | 3P%  | TL%  | RP  | AP  | PRP | SP  | PP   |
| --------- | ------------------- | --- | -- | ---- | ---- | ---- | ---- | --- | --- | --- | --- | ---- |
| 2012-2013 | Michigan Wolverines | 33  | 1  | 10,8 | 31,5 | 30,2 | 50,0 | 1,1 | 0,8 | 0,2 | 0,1 | 2,3  |
| 2013-2014 | Michigan Wolverines | 37  | 37 | 34,0 | 43,9 | 40,8 | 76,7 | 4,3 | 2,9 | 1,2 | 0,3 | 12,9 |
| 2014-2015 | Michigan Wolverines | 18  | 18 | 35,8 | 42,1 | 40,5 | 81,0 | 4,9 | 3,7 | 1,8 | 0,4 | 14,9 |
| 2015-2016 | Michigan Wolverines | 15  | 14 | 30,9 | 50,6 | 44,6 | 79,4 | 5,3 | 4,9 | 1,0 | 0,2 | 16,5 |
| Carriera  | Carriera            | 103 | 70 | 26,4 | 43,4 | 40,1 | 77,0 | 3,5 | 2,7 | 0,9 | 0,2 | 10,4 |

#### Massimi in carriera
- Massimo di punti: 32 vs New Jersey Tech (6 dicembre 2014)[9]
- Massimo di rimbalzi: 11 vs Purdue (30 gennaio 2014)
- Massimo di assist: 10 (2 volte)
- Massimo di palle rubate: 4 (4 volte)
- Massimo di stoppate: 2 (2 volte)
- Massimo di minuti giocati: 42 vs Illinois-Urbana-Champaign (30 dicembre 2014)

### NBA

#### Regular Season
| Anno      | Squadra             | PG  | PT  | MP   | TC%  | 3P%  | TL%  | RP  | AP  | PRP | SP  | PP   |
| --------- | ------------------- | --- | --- | ---- | ---- | ---- | ---- | --- | --- | --- | --- | ---- |
| 2016-2017 | Brooklyn Nets       | 57  | 26  | 21,7 | 45,0 | 32,1 | 72,0 | 3,3 | 1,9 | 0,9 | 0,1 | 8,2  |
| 2017-2018 | Brooklyn Nets       | 71  | 10  | 26,3 | 43,5 | 34,7 | 71,1 | 3,7 | 4,2 | 1,2 | 0,3 | 12,1 |
| 2018-2019 | Brooklyn Nets       | 40  | 25  | 26,6 | 42,9 | 31,2 | 69,1 | 3,8 | 3,9 | 1,1 | 0,4 | 13,7 |
| 2019-2020 | Brooklyn Nets       | 45  | 31  | 29,6 | 42,5 | 36,4 | 71,1 | 4,2 | 4,4 | 1,2 | 0,2 | 18,7 |
| 2020-2021 | Brooklyn Nets       | 12  | 4   | 27,8 | 43,5 | 34,9 | 76,5 | 4,3 | 6,0 | 1,1 | 0,5 | 18,5 |
| 2020-2021 | Indiana Pacers      | 35  | 35  | 32,9 | 44,3 | 31,8 | 82,2 | 4,6 | 4,9 | 1,5 | 0,7 | 20,7 |
| 2021-2022 | Indiana Pacers      | 39  | 39  | 31,1 | 44,7 | 32,3 | 76,0 | 3,8 | 4,4 | 0,9 | 0,5 | 18,7 |
| 2021-2022 | Cleveland Cavaliers | 19  | 10  | 29,8 | 43,5 | 31,3 | 74,5 | 3,4 | 3,9 | 0,8 | 0,3 | 13,6 |
| 2022-2023 | Cleveland Cavaliers | 74  | 30  | 30,2 | 43,1 | 39,2 | 72,2 | 3,8 | 3,9 | 1,0 | 0,3 | 12,1 |
| 2023-2024 | Cleveland Cavaliers | 68  | 10  | 28,8 | 42,1 | 32,5 | 76,6 | 4,1 | 5,1 | 1,1 | 0,5 | 14,0 |
| 2024-2025 | Cleveland Cavaliers | 38  | 3   | 23,8 | 45,3 | 40,5 | 69,9 | 2,8 | 3,7 | 0,9 | 0,5 | 10,2 |
| 2024-2025 | Atlanta Hawks       | 26  | 0   | 26,6 | 48,2 | 33,8 | 72,2 | 3,7 | 2,9 | 0,9 | 0,5 | 14,9 |
| Carriera  | Carriera            | 524 | 223 | 27,8 | 43,7 | 34,5 | 73,6 | 3,8 | 4,0 | 1,0 | 0,4 | 13,9 |

#### Play-off
| Anno     | Squadra             | PG | PT | MP   | TC%  | 3P%  | TL%  | RP  | AP  | PRP | SP  | PP   |
| -------- | ------------------- | -- | -- | ---- | ---- | ---- | ---- | --- | --- | --- | --- | ---- |
| 2019     | Brooklyn Nets       | 5  | 2  | 28,8 | 49,3 | 46,2 | 72,4 | 4,6 | 3,0 | 1,0 | 0,4 | 21,0 |
| 2020     | Brooklyn Nets       | 4  | 4  | 35,0 | 37,0 | 42,9 | 72,0 | 6,0 | 9,5 | 1,3 | 0,3 | 20,3 |
| 2023     | Cleveland Cavaliers | 5  | 3  | 34,0 | 42,9 | 36,1 | 61,5 | 4,6 | 2,6 | 0,4 | 0,2 | 15,0 |
| 2024     | Cleveland Cavaliers | 11 | 1  | 25,3 | 43,1 | 18,2 | 65,4 | 3,6 | 2,3 | 0,8 | 0,5 | 10,1 |
| Carriera | Carriera            | 25 | 10 | 29,3 | 43,1 | 34,5 | 68,8 | 4,4 | 3,6 | 0,8 | 0,4 | 14,9 |

#### Massimi in carriera
- Massimo di punti: 51 vs Boston Celtics (3 marzo 2020)[10]
- Massimo di rimbalzi: 14 vs Washington Wizards (8 maggio 2021)
- Massimo di assist: 15 vs Toronto Raptors (17 agosto 2020)
- Massimo di palle rubate: 6 vs Charlotte Hornets (22 febbraio 2020)
- Massimo di stoppate: 3 (8 volte)
- Massimo di minuti giocati: 46 vs Boston Celtics (2 novembre 2022)

## Palmarès
- All-Seeding Team: 1

Second Team: 2020